# Ramularia menthicola
Ramularia menthicola är en svampart som beskrevs av Sacc. 1886. Ramularia menthicola ingår i släktet Ramularia och familjen Mycosphaerellaceae.   Inga underarter finns listade i Catalogue of Life.